# Vendyl Jones
Vendyl Miller Jones (29 de mayo de 1930 - 27 de diciembre de 2010) fue un teólogo y arqueólogo estadounidense, que dirigió búsquedas arqueológicas de artefactos bíblicos del Segundo Templo como el Arca de la Alianza. Fue practicante del noajismo, presidiendo el Alto Consejo Bnei Noaj en el Nuevo Sanedrín.

## Biografía
Vendyl nació en Sudán, Texas el 29 de mayo de 1930. Recibió su licenciatura en divinidad y una maestría en teología del Baptist Bible College (BBC) y también estudió en el Southwestern Baptist Theological Seminary,  Más tarde realizó estudios avanzados en el Museo Bíblico Bowen con el Dr. William Bowen y Arqueólogo Bíblico, WF Albright .
Entre 1955 y 1956, Jones fue pastor de la Iglesia Bautista Dungan Chapel ubicada en la frontera de Virginia y Carolina del Norte. Vendyl llegó a creer que muchas declaraciones aparentemente antijudías en los evangelios fueron "omitidas en manuscritos más antiguos", basando esta afirmación en las "notas marginales" de una Biblia no identificada.
En octubre de 1956, Jones renunció al pastorado y se mudó a Greenville, Carolina del Sur, donde comenzó sus estudios en Talmud-Torá (una escuela religiosa primaria para niños) con el rabino Henry Barneis. Esta educación se vio reforzada por el aprendizaje con el difunto rabino Max Stauber de Spartanburg. A medida que aumentaba su conocimiento, también lo hizo la comprensión de que todos sus estudios anteriores habían sido muy incompletos. Jones finalmente desarrolló una perspectiva religiosa distintiva que se basó en las Leyes de Noé. Esto enfatiza la necesidad de que los gentiles sigan las leyes morales de Noé, mientras que los judíos deben continuar siguiendo la Ley Mosaica.
Continuando con sus estudios, Vendyl dio conferencias para la Sociedad de Investigación Bíblica de 1964 a 1967. Luego estableció la Fundación de Investigación Judaico-Cristiana, que luego dio origen al Instituto de Investigación Judaico-Cristiana (IJCR), que ahora se ha convertido en Institutos de Investigación Vendyl Jones. .
En 1964, el Journal of Near Eastern Studies informó sobre el descubrimiento en 1952 de las tabletas de mármol en Beirut , Líbano . Ese mismo año se encontró el Rollo de Cobre en la Cueva N°3 en Qumran, Cisjordania, que enumeraba los escondites de 64 artículos sagrados que incluían el Tabernáculo y el Arca de la Alianza.

### En Israel
En abril de 1967, Jones se mudó con su familia a Israel para continuar sus estudios en el Departamento de Judaica de la Universidad Hebrea. Aquí, Jones se involucró en los aspectos arqueológicos de Israel. Ayudó al ejército israelí durante la Guerra de los Seis Días. Su asistencia fue en el papel de observador, ya que su daltonismo le permitía detectar camuflaje. Después de la Guerra de los Seis Días, formó parte del equipo de excavación de Steckoll/Haas en Qumran, autorizado por el Departamento de Antigüedades de Jordania antes de la guerra. Poco después, las excavaciones de Vendyl continuaron bajo la autoridad israelí a través de la Ley de statu quo.
En los años siguientes, Jones continuó trabajando en el desierto de Judea con su amigo y mentor, el difunto Pessah Bar-Adon . Jones también trabajó en Tel Debir ( Kiryat HaSefer ) con el profesor Moshe Kohavi y Anson Rainey ; la Universidad de Tel Aviv y la Ciudadela de Herodes el Grande en Jerusalén con el profesor Hillel Geva.
Después de 1972, Vendyl realizó ocho excavaciones en Qumran, con la participación de más de 300 voluntarios y financiadas por simpatizantes individuales de VJRI. No ha habido apoyo ni financiación del gobierno, fundaciones o subvenciones. Los métodos, afirmaciones y calificaciones de Jones han sido cuestionados por académicos como Joe Zias y Robert Elliot Friedman, y las autoridades israelíes le han negado los permisos de excavación a Jones.

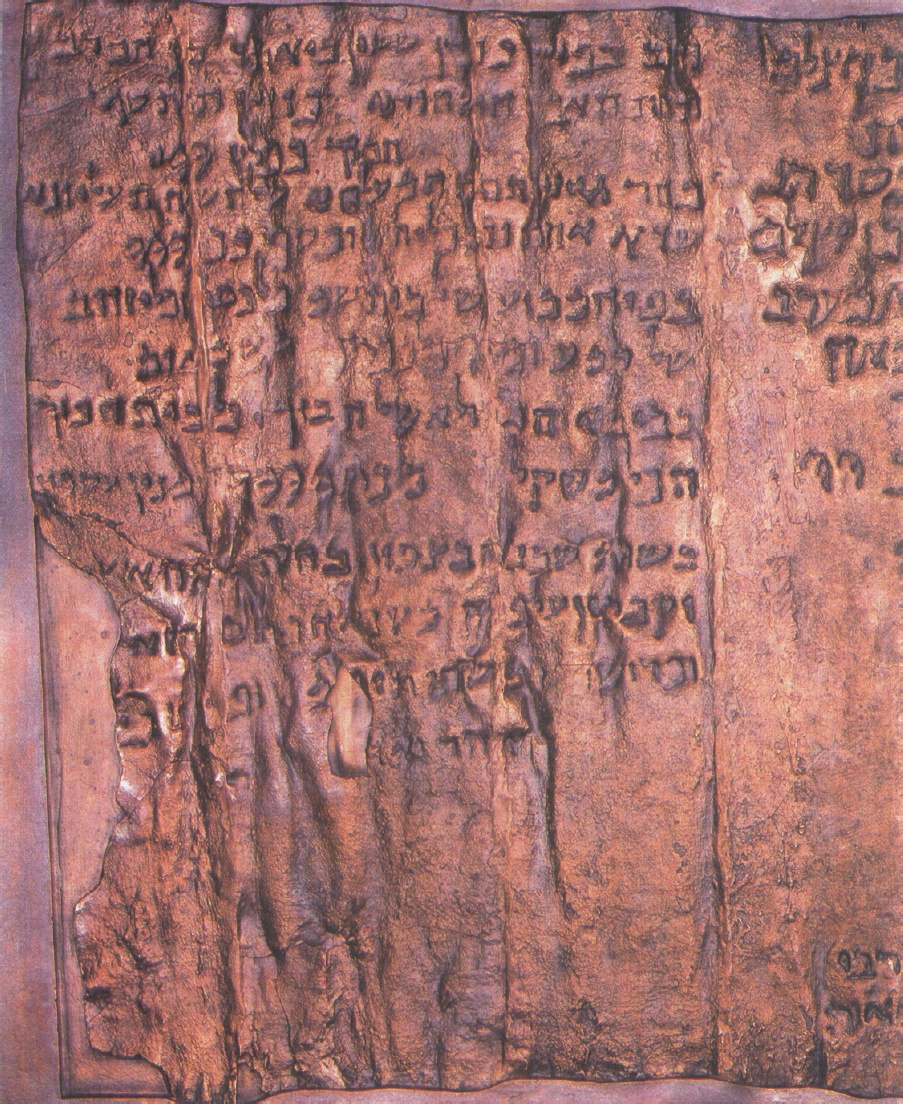
Parte del Rollo de Cobre. El descubrimiento de este artículo inspiró a Vendyl Jones a buscar artículos como el Aceite de la Unción Sagrada y el Incienso del Templo.

En 1988, un equipo de excavación dirigido por Jones encontró una pequeña jarra del período herodiano en una cueva cerca de Qumran que contenía lo que posiblemente era aceite balsámico, un tipo de aceite que pudo haber sido usado para ungir a algunos reyes israelitas. Jones declaró que este era el bálsamo original de Galaad. Originalmente, esto se consideró genuino y se publicitó en los medios.
En la excavación de 1992, el equipo del VJRI anunció el descubrimiento de un silo oculto en el lecho rocoso que contenía un material rojizo con apariencia de tabaco que parecía ser de naturaleza orgánica. Fue analizado por Zohar Amar de la Universidad de Bar-Ilan, quien señaló que "Según Jones, el sitio donde se encontró el material rojo corresponde exactamente a la descripción de la 'Cueva de la Columna' a la que se hace referencia en el rollo de cobre". Amar critica a Jones por ser selectivo con sus datos, omitiendo material que desafía sus afirmaciones. Concluye que la sustancia encontrada por Jones “es un material de limpieza conocido en el hebreo antiguo como “borit” [ lejía ] que era producido en esta región por los habitantes de Qumran y era una de sus industrias.
Jones creía que su arqueología tenía un significado escatológico y que cuando encontrara los elementos religiosos antiguos que estaba buscando, Dios se revelaría al mundo, todos los judíos regresarían a Israel y habría paz en el Medio Oriente . Además, la democracia israelí será reemplazada por un Sanedrín , no muy diferente del grupo que formaron varios rabinos israelíes en 2004 , y con el que Jones estaba estrechamente asociado.  En mayo de 2005, se informó que había consultado con cabalistas y que creía que encontraría el Arca de la Alianza el 14 de agosto de 2005, el aniversario de la destrucción del Templo de Jerusalén.. Sin embargo, a medida que se acercaba y pasaba la fecha, afirmó que se trataba de una cita errónea. Luego esperó que una perforación revelara la ubicación del Arca en septiembre, pero no pudo proceder debido a la falta de fondos y la necesidad de otro estudio ambiental requerido por el gobierno.

### Reconocimientos
Los rabinos del Instituto del Templo, reconocieron a Jones por haber aportado con la recuperación de las búsquedas arqueológicas de:
- Incienso Ketoret[13]
- Aceite de unción
- Arca de la Alianza
- La vaca roja
- Renovación de la mitzva azul

### Movimiento noájida
Vendyl Jones participó activamente en el movimiento noájida. Mientras intentaba encontrar o hacer crecer una vaquilla roja para revivir los antiguos rituales del templo, Jones fue un miembro activo en el intento de revivir el Sanedrín en 2004 junto con el rabino Yisrael Ariel,  director del Instituto del Templo, y más tarde trabajó con el presidente del Sanedrín Adin Steinzaltz. Después de esto, se estableció el "Instituto del Sanedrín para el Desarrollo del Noájida", con Vendyl liderándolo en representación de los noájidas y Yeshayahu Hollander en representación del Sanedrín.

### Fallecimiento
El 27 de diciembre de 2010, Jones murió de cáncer de garganta a la edad de 80 años. Su funeral tuvo lugar en Grandview, Texas. Después de su fallecimiento, la organización Noahide Nations, con el permiso de su esposa Anita Jones, creó el Fondo de Becas Vendyl Jones.